# Adam Cooper
Adam Cooper (Londra, 22 luglio 1971) è un ballerino, attore e coreografo britannico.

## Biografia
Dopo essere stato ammesso alla Royal Ballet School all'età di sedici anni nel 1987, ha fatto il suo debutto professionale con il Royal Ballet nel 1989. Nel 1991 fu promosso a solista, primo solista nel 1993 e ballerino principale nel 1994. Cooper fu soprattutto apprezzato per le sue performances nei ruoli di personaggi oscuri e sensuali, mentre la critica lodò la sua versatilità: il suo ampio repertorio spaziava infatti dai balletti classici a quelli contemporanei. Nel corso della sua carriera alla Royal Opera House collaborò prevalentemente con Sir Kenneth MacMillan, per cui danzò al fianco di alcune nelle principali prime ballerine della compagnia, come Sylvie Guillem e Dame Darcey Bussell. Danzò anche coreografie di George Balanchine, Michel Fokine, Bronislava Nijinska, Michail Baryšnikov e William Forsythe. Lasciò il Royal Ballet nel 1997 per perseguire la carriera da ballerino freelance.
Ottenne il grande successo nel 1995, quando Matthew Bourne lo invitò a ricoprire il duplice ruolo di Swan e The Stranger (l'equivalente di Odette ed Odile nella versione classica) nella sua versione reinterpretata de Il lago dei cigni, Swan Lake, con tutti i cigni interpretati da ballerini maschi. Cooper creò i movimenti caratteristici del cigno e contribuì alle coreografie. Danzò la parte al Teatro Sadler's Wells di Londra (1995), a Broadway (1998), a Los Angeles (1999) e in un tour giapponese della produzione (2003). Riprese brevemente il ruolo anche nella scena finale del film Billy Elliot, in cui interpretava il protagonista all'età di venticinque anni pronto a fare il suo debutto nel balletto. La performance nel ruolo del Cigno gli valse il plauso di critica e pubblico, oltre a una candidatura al Tony Award al miglior attore protagonista in un musical. Collaborò nuovamente con Bourne per la sua Cenerentola, in cui interpretava il Principe accanto a Sarah Wildor, sua futura moglie.
Successivamente, Cooper collaborò con il Scottish Ballet in veste di ballerino e coreografo: coreografò per loro Just Scratching the Surface nel 1998 e danzò il ruolo di Hoffman nel balletto I racconti di Hoffmann. Dal 1999 al 2002 lavorò come coreografo e interprete per l'Exeter Festival. Danzò ancora con il Royal Ballet in diverse occasioni, ricoprende ruoli principali in Romeo e Giulietta, Ondine ed Onegin. In quegli anni cominciò anche a lavorare nel panorama del musical, sia come attore che come coreografo. Fu coreografo e primo attore accanto alla moglie in On Your Toes a Leicester (2002), Londra (2003) e Giappone (2004). Nello stesso anno coreografò Garbo - The Musical in Svezia. Nel 2004 tornò a danzare al Sadler's Wells, in cui coreografava ed interpretava il protagonista Don Lockwood nell'adattamento teatrale di Cantando sotto la pioggia. L'anno successivo fu candidato al Laurence Olivier Award per le migliori coreografie per il musical Grand Hotel alla Donmar Warehouse.
Sempre nel 2005, Cooper e Sarah Wildor recitarono insieme nel dramma Wallflowering in scena al Seven Oaks Playhouse di Londra, per poi coreografare il musical Promises, Promises al Crucible Theatre di Sheffield. Nel 2006 tornò a recitare nel West End, quando interpretò Sky Masterson accanto a Patrick Swayze nel musical Guys and Dolls in scena al Piccadilly Theatre. Nel 2008 interpretò l'Uomo di Latta nel Mago di Oz in scena al Royal Festival Hall e Ramon in Zorro the Musical, in tournée nel Regno Unito. Tornò a lavorare anche come coreografo per il tour del musical Carousel, in scena anche al Savoy Theatre di Londra, e per l'opera di Donizetti Roberto Devereux all'Hollan Park Theatre di Londra. Scrisse il libretto, diresse e coreografò Shall We Dance, un progetto in memoria di Richard Rodgers, per il Sadler's Wells nel 2009. Tornò ad interpretare Don in Cantando sotto la pioggia, questa volta con le coreografie di Andrew Wright, nel musical in scena a Chichester, Londra (2013) e in Giappone (2014). Nel 2013 curò le coreografie dell'operetta Candide alla Menier Chocolate Factory, nel 2014 quelle per Evita a Copenaghen e nel 2015 quelle di Sunny Afternoon a Londra, che vinse il Laurence Olivier Award al miglior nuovo musical. Nel novembre del 2019 torna a danzare per la compagnia di Matthew Bourne dopo vent'anni d'assenza, ballando nel cast della tournée britannica di The Red Shows.

### Vita privata
Ha sposato Sarah Wildor nel 2000 e la coppia ha avuto due figli: Naomi, nata nel 2008, ed Alexander.

## Filmografia

### Cinema
- Billy Elliot, regia di Stephen Daldry (2000)

### Televisione
- Great Performances - serie TV, 1 episodio (1998)